# Rosa Carreto
Rosa Carreto Díaz (Ciudad de México, 5 de septiembre de 1846 -Ciudad de México, 11 de noviembre de 1899) fue una escritora, poeta y dramaturga mexicana y se le considera la primera mujer fabulista en México.

## Biografía
En 1849 la escritora migró a Puebla en donde radicó y desarrolló toda su actividad literaria desde 1854 hasta 1892. Su primera formación fue obtenida en casa y, tras la muerte de su madre, trabajó para su padre como ayudante en su oficina de abogados y, más tarde, como secretaria. Se caracterizó por sus acciones filantrópicas, en beneficio de niños, a los que enseñaba conocimientos elementales de primaria;  en 1862 estableció la Sociedad de Damas en Puebla, la cual brindaba apoyo a las familias de los militares fallecidos en la Batalla del 5 de Mayo.
Se dedicó a la labor docente en el Instituto Normal del Estado de Puebla donde fundó el periódico estudiantil Alba en 1861. Entre 1880 y 1886 formó parte de las siguientes asociaciones literarias: Filarmónica de la Purísima Concepción, Liceo Hidalgo, Liceo Morelos, Gran Círculo Nacional de Obreros Rodríguez Galván, el Círculo Artístico Literario Carmen Romero Rubio, El Parnaso Mexicano y la Sociedad literaria La Concordia.
Murió en un incendio el 11 de noviembre de 1899, dicho evento fue noticia en varios periódicos nacionales de la época.

## Obras
La escritora poblana incursionó en la narrativa de géneros como cantos épicos inspirados durante la intervención francesa, leyendas, tradiciones, apólogos, teatro, fábulas, destacando Fábulas Originales (1882) a cargo de la Tipografía Literaria de Filomeno Mata. Su trabajo como fabulista la hace la primera mujer en México que incursiona en este tema. Su obra fue publicada originalmente entre 1882 y 1886 en El diario del hogar, El diario de las familias, La Prensa entre 1883 y 1890, El Renacimiento, El correo de las señoras, Pensil Poblano dedicadas principalmente a la mujer a quien se referían como el bello sexo, diarios y revistas de circulación nacional más importantes de su tiempo.
Formó parte del equipo de redacción del periódico El colibrí periódico dedicado al bello sexo (1888), de Chalchicomula de Sesma a cargo de la Tipografía de Joaquín Tritschler. Su trabajo teatral fue representado en los teatros de la Ciudad de México y Puebla.
Su obra se encuentra antologada en diferentes publicaciones como: Poetisas mexicanas de los siglos XVI, XVII, XVIII y XIX (1893) editada por José María Vigil, en La lira poblana. Poesías de Rosa Carreto, Severa Aróstegui, Leonor Craviotto, María Trinidad Ponce y Carreón, María de los Ángeles Otero y Luz Trillanes y Arriaga (1893), dichas antologías fueron elaboradas como muestras literarias de escritoras mexicanas para conmemorar el IV Centenario del Descubrimiento de América esta última publicada expresamente para la Exposición Internacional Colombina de Chicago por orden del Gobierno del Estado de Puebla. También podemos encontrarla en Poetas y escritores poblanos de Enrique Cordero y Torres, Antología poética de Ramón Díaz Ordaz Bolaños [et. al]; Analecta de cien poetas de Puebla de Joaquín Márquez Montiel, en Rosa Carreto. Obras completas (1992) Luis Mario Schneider recopila algunas leyendas y tradiciones.

## Estilo literario
Escribió gran parte de su obra en la corriente romántica, si bien su trabajo cumplía con las temáticas del siglo XIX que eran la educación y la identidad estos se caracterizaban porque resaltaba su voz femenina empleando principalmente la ironía como una forma de crítica a su condición de mujer y a los roles impuestos por su entorno social; la mayoría de sus obras abogan por la participación de la mujer en un espacio donde pueda ser un sujeto activo, algunos de ellos tienen un enfoque amoroso o religioso; también buscó recuperar las tradiciones poblanas ambientando preferentemente sus relatos en un ambiente colonial.

### Apólogos
- Las dos palomas.

### Fábula
- El hombre y el gato.
- El ruiseñor y el cuervo.
- La luciérnaga y la mosca.
- La mariposa y la abeja.
- El armiño y el topo.

### Leyenda
- La piocha.
- Leyendas poblanas.
- María Calderona (1886)
- El Coscomate.

### Poesía
- Las visitas (1886)

- A María.
- Las madres.
- Mi Hogar.
- A Salvadora Cairón.

### Teatro
- Entre el amor y el deber. (drama)
- Plantas parásitas. (comedia de costumbres)
- María. (zarzuela)

## Reconocimientos
Su trabajo literario recibió el reconocimiento de varios escritores de la época así como de militares y personajes de la política; entre ellos José Fernández de Lara, Manuel M. Flores, José María Cordero, Ignacio Romero Vargas estos dos últimos escribiendo y dedicándole algunos versos y sonetos.